# Nulle part, terre promise
Pour plus de détails, voir Fiche technique et Distribution.
Nulle part, terre promise est un film français réalisé par Emmanuel Finkiel, sorti le 1er avril 2009.

## Synopsis
Trois personnages sillonnent l'Europe d'aujourd'hui. Un jeune cadre. Une étudiante. Un kurde et son fils. Vers l'est ou vers l'ouest, en camion, en classe affaires, en stop, en train, avec ou sans papier, à travers l'Europe contemporaine, chacun en quête de sa terre promise.

## Fiche technique
- Titre : Nulle part, terre promise
- Réalisation : Emmanuel Finkiel
- Production : Laetitia Gonzalez, Yaël Fogiel
- Scénario : Emmanuel Finkiel
- Durée : 94 minutes
- Date de sortie : 1er avril 2009

## Distribution
- Elsa Amiel : l'étudiante
- Nicolas Wanczycki : le cadre
- Haci Aslan : le père
- Haci Yusuf Aslan : l'enfant
- Abdurrahim Apak : Rahim
- Joanna Grudzińska : l'ouvrière
- Sára Laszló : l'interprète
- Réka Szalkai : la sdf
- Emmanuel Salinger